# Procesul vaginal al osului sfenoid
Procesul vaginal al osului sfenoid  (Processus vaginalis ossis sphenoidalis) este o lamelă subțire și mică îndreptată medial ce se desprinde de la extremitatea superioară a lamei mediale a procesului pterigoid al osului sfenoidal, sub corpul sfenoidului. Procesul vaginal  se articulează cu aripile vomerului și procesul sfenoidal al osului palatin. Medial de el, se află șanțul vomerovaginal (Sulcus vomerovaginalis) care este transformat de aripile vomerului în canalul vomerovaginal (Canalis vomerovaginalis). Lateral de șanțul vomerovaginal, pe fața inferioară a procesului vaginal, se află șanțul palatovaginal (Sulcus palatovaginalis) care este transformat de procesul sfenoidal al osului palatin în canalul palatovaginal (Canalis palatovaginalis). 